# مانيكوري
مانيكوري (بالبرتغالية: Manicoré‏) هي بلدية تقع في البرازيل في الأمازون (ولاية). يقدر عدد سكانها بـ 38,148 نسمة ومساحتها 48,282 كم2 .

## المناخ
يظهر الجدول التالي التغييرات المناخية على مدار السنة لمانيكوري:
| البيانات المناخية لـمانيكوري                    | البيانات المناخية لـمانيكوري | البيانات المناخية لـمانيكوري | البيانات المناخية لـمانيكوري | البيانات المناخية لـمانيكوري | البيانات المناخية لـمانيكوري | البيانات المناخية لـمانيكوري | البيانات المناخية لـمانيكوري | البيانات المناخية لـمانيكوري | البيانات المناخية لـمانيكوري | البيانات المناخية لـمانيكوري | البيانات المناخية لـمانيكوري | البيانات المناخية لـمانيكوري | البيانات المناخية لـمانيكوري |
| الشهر                                           | يناير                        | فبراير                       | مارس                         | أبريل                        | مايو                         | يونيو                        | يوليو                        | أغسطس                        | سبتمبر                       | أكتوبر                       | نوفمبر                       | ديسمبر                       | المعدل السنوي                |
| ----------------------------------------------- | ---------------------------- | ---------------------------- | ---------------------------- | ---------------------------- | ---------------------------- | ---------------------------- | ---------------------------- | ---------------------------- | ---------------------------- | ---------------------------- | ---------------------------- | ---------------------------- | ---------------------------- |
| الدرجة القصوى °م (°ف)                           | 36.8 (98.2)                  | 37.0 (98.6)                  | 37.8 (100.0)                 | 36.6 (97.9)                  | 37.0 (98.6)                  | 36.8 (98.2)                  | 36.9 (98.4)                  | 39.8 (103.6)                 | 39.8 (103.6)                 | 38.8 (101.8)                 | 39.8 (103.6)                 | 37.3 (99.1)                  | 39.8 (103.6)                 |
| متوسط درجة الحرارة الكبرى °م (°ف)               | 32.0 (89.6)                  | 31.8 (89.2)                  | 32.1 (89.8)                  | 32.2 (90.0)                  | 32.0 (89.6)                  | 32.5 (90.5)                  | 33.3 (91.9)                  | 34.2 (93.6)                  | 34.0 (93.2)                  | 33.6 (92.5)                  | 33.1 (91.6)                  | 32.3 (90.1)                  | 32.8 (91.0)                  |
| المتوسط اليومي °م (°ف)                          | 26.3 (79.3)                  | 26.3 (79.3)                  | 26.5 (79.7)                  | 26.6 (79.9)                  | 26.5 (79.7)                  | 26.4 (79.5)                  | 26.7 (80.1)                  | 27.0 (80.6)                  | 27.2 (81.0)                  | 27.2 (81.0)                  | 27.0 (80.6)                  | 26.6 (79.9)                  | 26.7 (80.1)                  |
| متوسط درجة الحرارة الصغرى °م (°ف)               | 22.8 (73.0)                  | 22.9 (73.2)                  | 22.9 (73.2)                  | 22.9 (73.2)                  | 22.8 (73.0)                  | 22.1 (71.8)                  | 21.8 (71.2)                  | 22.1 (71.8)                  | 22.7 (72.9)                  | 23.0 (73.4)                  | 23.1 (73.6)                  | 23.0 (73.4)                  | 22.7 (72.9)                  |
| أدنى درجة حرارة °م (°ف)                         | 13.4 (56.1)                  | 13.6 (56.5)                  | 14.0 (57.2)                  | 13.6 (56.5)                  | 9.4 (48.9)                   | 11.0 (51.8)                  | 11.5 (52.7)                  | 12.0 (53.6)                  | 13.8 (56.8)                  | 13.0 (55.4)                  | 14.2 (57.6)                  | 14.0 (57.2)                  | 9.4 (48.9)                   |
| الهطول مم (إنش)                                 | 319.7 (12.59)                | 347.9 (13.70)                | 327.3 (12.89)                | 315.9 (12.44)                | 210.3 (8.28)                 | 101.0 (3.98)                 | 48.6 (1.91)                  | 60.5 (2.38)                  | 104.9 (4.13)                 | 199.6 (7.86)                 | 220.5 (8.68)                 | 266.7 (10.50)                | 2٬522٫9 (99.33)              |
| متوسط أيام هطول الأمطار (≥ 1.0 mm)              | 20                           | 19                           | 20                           | 19                           | 17                           | 10                           | 6                            | 6                            | 9                            | 13                           | 14                           | 18                           | 171                          |
| متوسط الرطوبة النسبية (%)                       | 87.9                         | 87.8                         | 87.8                         | 87.7                         | 87.6                         | 85.2                         | 81.7                         | 81.4                         | 81.9                         | 83.3                         | 84.9                         | 87.0                         | 85.4                         |
| ساعات سطوع الشمس الشهرية                        | 106.9                        | 87.5                         | 93.5                         | 110.9                        | 135.8                        | 182.4                        | 232.8                        | 186.6                        | 156.5                        | 143.5                        | 134.4                        | 112.3                        | 1٬683٫1                      |
| المصدر #1: المعهد الوطني للأرصاد الجوية         |                              |                              |                              |                              |                              |                              |                              |                              |                              |                              |                              |                              |                              |
| المصدر #2: Meteo Climat (record highs and lows) |                              |                              |                              |                              |                              |                              |                              |                              |                              |                              |                              |                              |                              |